# إدسون ندونيما
إدسون ندونيما مواليد 11 فبراير 1991 في لواندا، هو لاعب كرة سلة أنغولي. بدأ مسيرته الاحترافية في سنة 2008. يحمل الرقم 4. حقق المركز الثاني في بطولة أمم أفريقيا لكرة السلة 2015.

## الميداليات
| الميدالية | المسابقة                          |
| --------- | --------------------------------- |
| فضية      | بطولة أمم أفريقيا لكرة السلة 2015 |

## روابط خارجية
- إدسون ندونيما على موقع الاتحاد الدولي لكرة السلة (الإنجليزية)
- إدسون ندونيما على موقع كرة السلة الأوروبية.كوم (الإنجليزية)
- إدسون ندونيما على موقع ريلجم (الإنجليزية)
- إدسون ندونيما على موقع بروبوليرز (الإنجليزية)
- إدسون ندونيما على موقع سبورتس رفرنس (الإنجليزية)